# 351

351(삼백오십일)은 350보다 크고 352보다 작은 자연수다.

## 수학
- 합성수로, 그 약수는 1, 3, 9, 13, 27, 39, 117, 351이다. 진약수의 합은 109이므로, 351은 부족수다.
- 26번째 삼각수다. 앞의 삼각수는 325, 다음은 378이다.
- 6번째 이십오각수다. 앞의 이십오각수는 235, 다음은 490이다.
- {\displaystyle 351=61+67+71+73+79}
  - 연속하는 소수(素數) 5개의 합으로 나타낼 수 있으며, 이 성질을 지닌 앞의 수는 331, 다음 수는 373이다.
- {\displaystyle 351=2^{3}+7^{3}}
  - 서로 다른 두 자연수의 세제곱합으로 나타낼 수 있는 수다.
- {\displaystyle 53^{2}-1}은 351로 나누어떨어진다.

## 과학
- NGC 351(영어판): 고래자리 방향에 있는 나선은하.

## 교통

### 항공
- 일본항공 351편 공중 납치 사건

### 철도
- 수도권 전철 3호선 경찰병원역의 역번호.

### 도로
- 일본 351번 국도(일본어판): 니가타현 나가오카시에서 오지야시까지 이어지는 일본의 국도.
- 현도 제351호선

## 군사
- U-351(영어판, 독일어판): 제2차 세계 대전에 사용된 나치 독일의 군용 잠수함.

## 문화유산
- 대한민국의 보물 제351호: 전 양평 보리사지 대경대사탑
- 대한민국의 사적 제351호: 파주 오두산성

## 기타
- 연도: 351년, 기원전 351년